# 松平忠誠 (肥前国島原藩主)
松平 忠誠（まつだいら ただなり）は、江戸時代後期の大名。肥前国島原藩主。深溝松平家14代当主。官位は従五位下・主殿頭。

## 略歴
文政7年（1824年）1月17日、先代藩主・松平忠侯の次男として誕生した。
天保11年（1840年）4月9日、父が42歳の厄払いの宴会の最中に病に倒れて急死したため家督を継ぎ、12月16日に従五位下・主殿頭に叙位・任官する。藩政ではシーボルトの弟子となって西洋医学を学び、藩の医学校・済衆館に薬草園を作り、薬草を栽培させた。

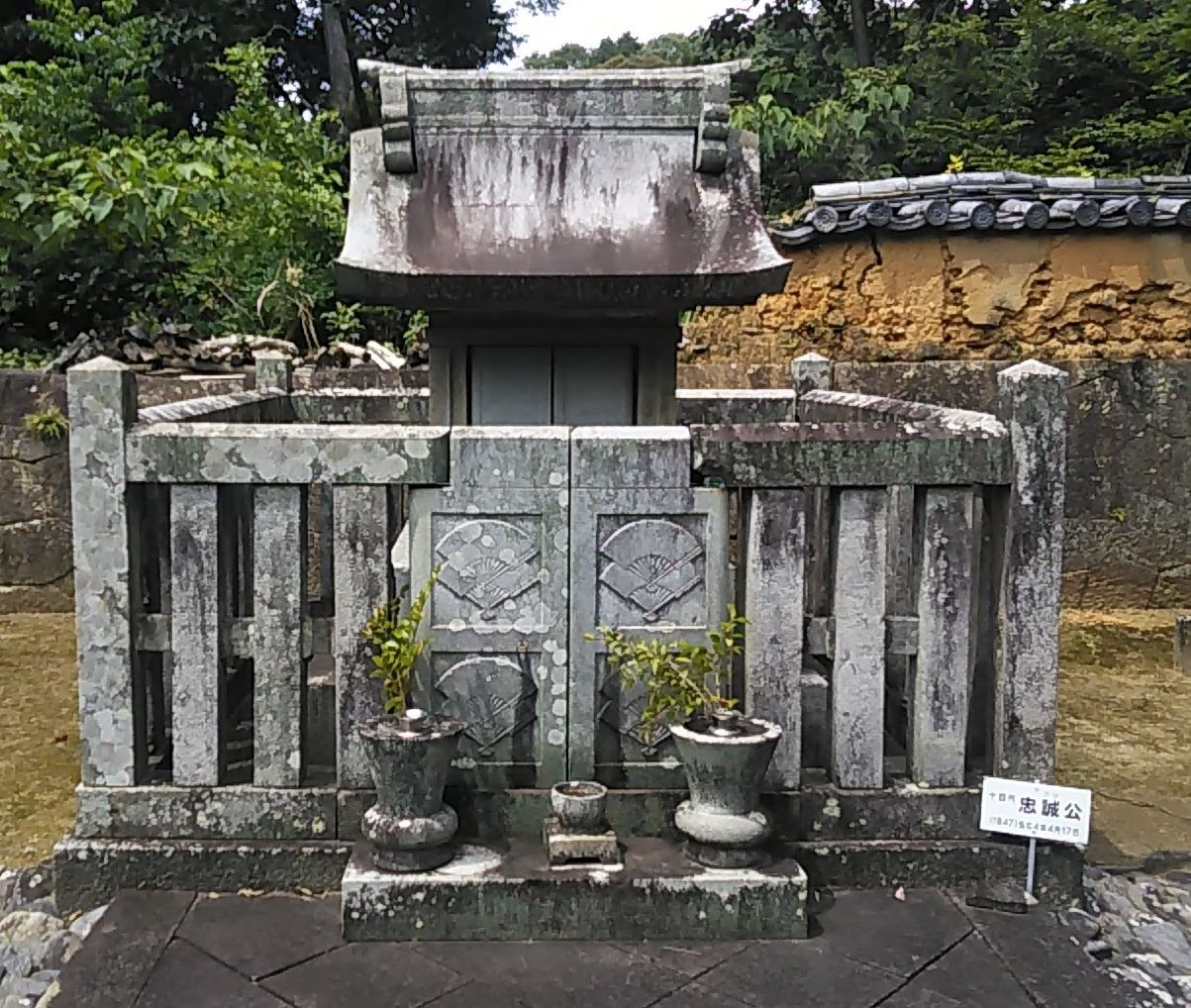
松平忠誠の墓(幸田町本光寺)

弘化4年（1847年）4月16日、江戸で病死した。享年24。跡は弟で養子の忠精が継いだ。

## 系譜
父母
- 松平忠侯（父）
- 孝 - 阿部正精の娘（母）

正室
- 太田資始の娘

養子
- 松平忠精 - 忠侯の四男